# Миликен (Колорадо)
Миликен (енгл. Milliken) град је у америчкој савезној држави Колорадо.

## Демографија
По попису из 2010. године број становника је 5.610, што је 2.722 (94,3%) становника више него 2000. године.
| Група             | 2000.         | 2010.         |
| Белци             | 1.660 (57,5%) | 3.885 (69,3%) |
| Афроамериканци    | 9 (0,3%)      | 21 (0,4%)     |
| Азијати           | 14 (0,5%)     | 50 (0,9%)     |
| Хиспаноамериканци | 1.177 (40,8%) | 1.577 (28,1%) |
| Укупно            | 2.888         | 5.610         |